# 목동중학교 축구부
목동중학교 축구부는 서울특별시에 위치한 목동중학교의 축구부이다.

## 역사
- 2017년에 춘계연맹전 우승, 추계연맹전 준우승, 서울시 소년체전 우승, 전국소년체전 3위, 영덕 국제축구대회 3위, 추계연맹전 2학년 우승 등을 차지하였다.[1]
- 2019년에 '2019 금강대기 전국중학교 축구대회' U-15에서 우승을 기록하였다.[2]
- 2021년에 '2021 금강대기 전국중학교 축구대회' U-14에서 우승을 기록하였다.[3]

## 출신 선수
- 강용
- 고병욱
- 권석주
- 권형선
- 김경학
- 김범준
- 김상균
- 김연건
- 김은총
- 김지안
- 김진성
- 김창현
- 김학승
- 김현규
- 박기현
- 박지우
- 유지운
- 이민혁
- 이준용
- 이훈
- 주재현
- 최강민
- 최우석
- 한종우
- 황진성

## 같이 보기
- 목동중학교